# 香川県立津田高等学校
香川県立津田高等学校（かがわけんりつ つだこうとうがっこう）は、香川県さぬき市津田町津田に所在する公立の高等学校。

## 設置学科
- 普通科

## 概要
略称は「津田高」で、在籍者は「津田高生」と呼ばれる。
また、校舎が「世界の中心で、愛をさけぶ」のロケに使用されたことがある。3号館2階生物教室が撮影に使用された。

## 沿革
- 1929年（昭和4年）3月1日 - 香川県津田高等女学校（4年制）として設置
- 1942年（昭和17年）
  - 4月1日 - 香川県大川高等女学校と改称
  - 4月4日 - 香川県立大川農業学校女子部と合併
- 1948年（昭和23年）4月1日 - 香川県立大川女子高等学校と改称・定時制設置
- 1949年（昭和24年）4月20日 - 現校名に改称・家政科設置
- 1970年（昭和45年）4月1日 - 英語科設置
- 1979年（昭和54年）3月31日 - 英語科廃止
- 1986年（昭和61年）3月31日 - 定時制課程廃止
- 1994年（平成6年）3月31日 - 家政科廃止

## クラブ活動

### 運動部
- 陸上競技部
- 野球部
- サッカー部
- バスケットボール部
- バレーボール部
- ソフトテニス部
- バドミントン部
- 卓球部
- 柔道部
- 弓道部
- 剣道部

### 文化部
- 音楽部
- 新聞部
- 文芸部
- 生活部
- 美術部
- 書道部
- 茶華道部
- 生徒会執行部

## 学校行事
- 体育大会（5月）
- クラスマッチ（7月・12月・3月）
- 文化祭（9月）
- チャレンジウォーク（9月）
- 修学旅行(2年)（1月）

## 著名な卒業生
- 藤目功治 - プロ野球選手
- 宮井仁美 - 陸上競技選手（長距離）
- 安藝貴範 - 実業家、グッドスマイルカンパニー代表取締役
- 堀河俊大 - サッカー選手
- 竹井史香 - 女子競輪選手
- 樫原禅澄-総本山善通寺法主、真言宗善通寺派管長

## 交通・アクセス方法
- JR四国（高徳線）讃岐津田駅より徒歩約10分